# Guldbrokadelejren
Guldbrokadelejren (Le Camp du Drap d'Or fransk og Field of Golden Cloth engelsk) er et sted i Balinghem mellem Guînes og Ardres ved Calais i Frankrig. Fra 7. juni til 24. juni 1520 fandt et spektakulært møde mellem Frans 1. af Frankrig og Henrik 8. af England sted her i den hensigt at knytte venskabsbånd mellem de to konger efter den engelsk-franske traktat i 1518.

## Baggrund
Dengang gjorde to stormagter gjorde sig gældende i det kontinentale Europa: Frankrig under Frans 1. og Habsburg-monarkiet under kejser Karl 5. Det engelske kongerige var stadig en underordnet magtfaktor, og begge stormagter forsøgte at indgå alliancer med Henrik 8. I 1518 blev London-traktaten (1518), en ikke-angrebspagt mellem de større europæiske lande, indgået for at begrænse den osmanniske ekspansion i Europa.